# أمان المتصفح
أمان المتصفح هو تطبيق أمن الإنترنت لمتصفحات الويب من أجل حماية البيانات  الشبكية وأنظمة الكمبيوتر من انتهاكات الخصوصية أو البرمجيات خبيثة. اختراق أمن المتصفح عادة ما يستغل فيه جافا سكربت أحيانًا مع برمجة عبر مواقع - أحيانا مع حمولة ثانوية باستخدام أدوبي فلاش. استغلال الأمن يستطيع أيضاً الاستفادة من الضعف (الثغرات الأمنية) التي عادة تستغل في جميع المتصفحات (بمن فيهم فاير فوكس وكروم وأوبرا وإنترنت إكسبلورر وسفاري).

## الأمان
يمكن اختراق متصفحات الويب عبر عدة طرق:
- إذا تم اختراق نظام التشغيل والبرمجيات الخبيثة تقوم بقراءة/تعديل مساحة الذاكرة المخصصة للمتصفح في وضع الامتياز[10]
- نظام التشغيل لديه برمجيات خبيثة تشتغل كعمليات خلفية، والذي تقرأ/تعدل مساحة الذاكرة الخاصة للمتصفح في وضع الامتياز.
- يمكن اختراق ملف التنفيذ الأساسي للمتصفح.
- يمكن اختراق محتويات المتصفح.
- يمكن إخراق الإضافات التي في المتصفح.
- يمكن اعتراض تواصلات الشبكة للمتصفح خارج الجهاز.[11]

المتصفح قد لا يكون على علم بأي من الخروقات أعلاه وقد يظهر للمستخدم أنه تم إجراء اتصال آمن.
كلما يتصل المتصفح مع موقع على شبكة الإنترنت، الموقع، كجزء من ذلك الإتصال، يجمع بعض المعلومات حول المتصفح (من أجل معالجة تنسيق الصفحة ليتم تسليمها، وكأن شيئا آخر).  إذا تم إدخال كود خبيث في محتوى الموقع الإلكتروني، أو في سيناريو أسوأ الحالات، إذا كان هذا الموقع الذي تم تصميمه خصيصا لاستضافة الأكواد الخبيثة، إذاً نقاط الضعف الخاصة بمتصفح معين يمكن أن تسمح لهذه الأكواد الخبيثة لتشغيل العمليات داخل تطبيق المتصفح بطرق غير مقصودة (وتذكر، واحدة من بت من المعلومات التي يجمعها الموقع الإلكتروني من إتصال المتصفح هي هوية المتصفح مما يسمح بفضح نقاط ضف محددة). متى كان المهاجم قادر على تشغيل العمليات على جهاز الزائر، إذاً إستغلال الثغرات الأمنية المعروفة يمكن أن يسمح للمهاجمين للوصول في الوضع المتميز (إذا كان المتصفح لا يعمل بالفعل مع وضع الوصول المتميز) إلى النظام «المصاب» من أجل إجراء أكبر مجموعة متنوعة من العمليات والأنشطة الخبيثة على الجهاز، أو حتى شبكة الضحية بأكملها.

## نموذج أمان كلمة المرور
محتويات صفحة الويب هي تعسفية، ولكن يتحكم بها كيان امتلاك مجال المسمى المعروض في شريط العنوان. إذا تم استخدام HTTPS، إذاً يتم استخدام تشفير للتأمين ضد المهاجمين الذي لديهم الوصول إلى الشبكة من تغيير محتويات الصفحة. لاستخدام كلمة المرور المعتادة على WWW(شبكة الاتصالات العالمية)، عندما يواجه المستخدم عن طريق حوار يسأل عن كلمة السر الخاصة به، من المفترض أن يقوم المستخدم بالنظر في شريط العنوان لتحديد ما إذا كان اسم المجال في شريط العنوان هو المكان الصحيح لإرسال كلمة المرور. على سبيل المثال، لنظام تسجيل الدخول الأحادي جوجل (التي تستخدم في مثل youtube.com)، يجب على المستخدم التأكد دائما أن شريط عنوان يقول "https://accounts.google.com" قبل إدخال كلمة السر الخاصة به.
يضمن المتصفح أن شريط العنوان هو الصحيح. وهو أيضا السبب لتحذير المتصفحات عند الدخول في وضع ملء الشاشة، على رأس حيث شريط العنوان سيكون، بحيث موقع على شبكة الإنترنت في وضع ملء الشاشة لا يمكن أن يجعل واجهة مستخدم المتصفح وهمية مع شريط عنوان وهمية.